# Шапур I

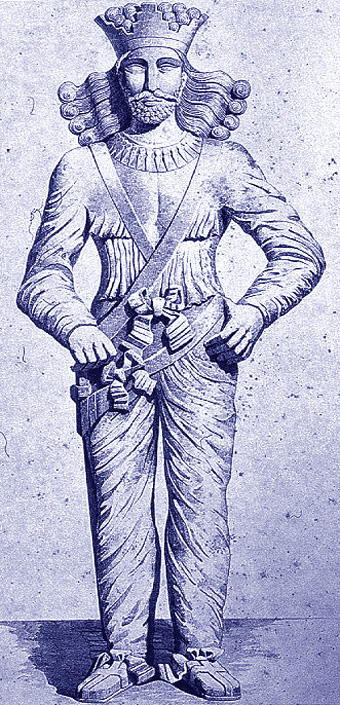
Сталагмітова статуя Шапура I висотою 6,7 м. в печері Бішапура. Графічна реконструкція Джорджа Ровлінсона, 1876

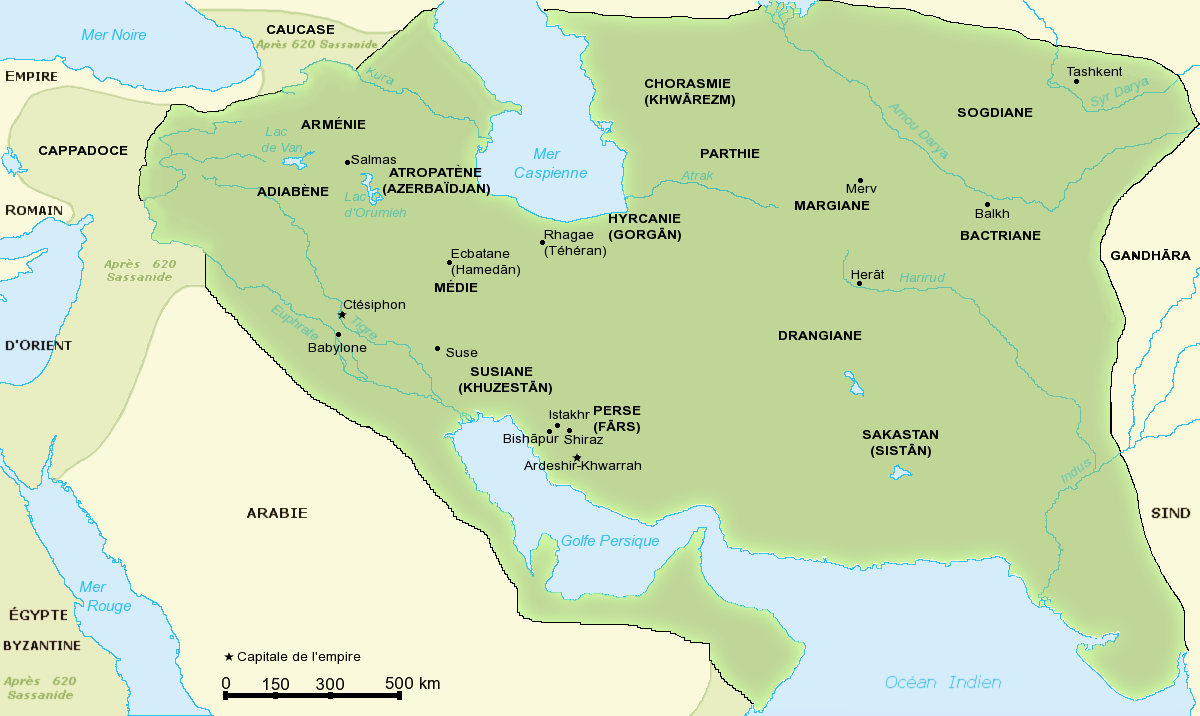
Сасанідська імперія при Шапурі I

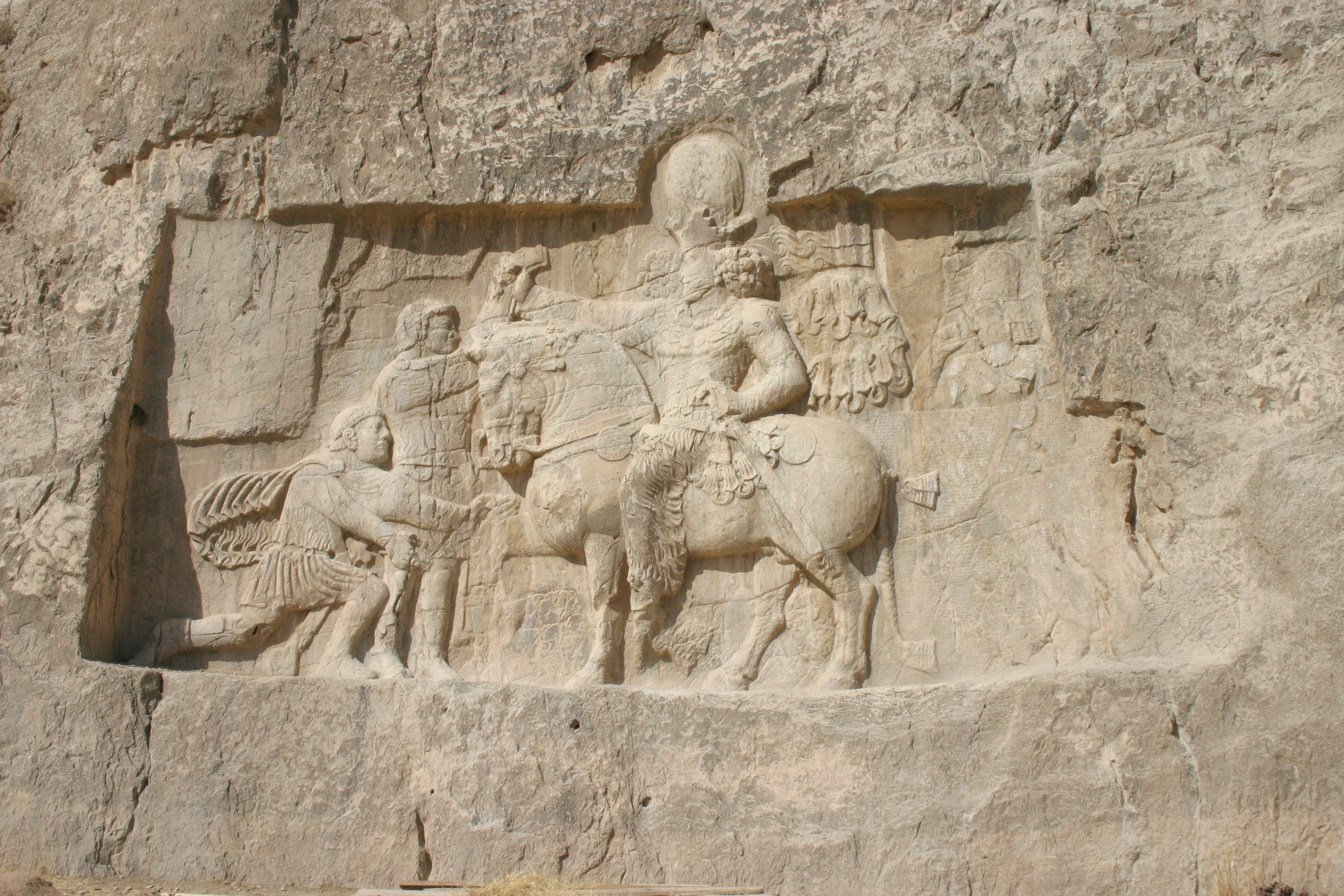
Рельєф у Накш-і-Рустамі, на якому імператор Валеріан стоїть на колінах перед Шапуром I.

Шапур I або Шапур I Великий (бл. 215 — бл. 272) — другий шахиншах Персії з династії Сасанідів, повелитель аріїв і неаріїв, правління якого почалося 240 або 242 року й тривало до 270 або 272 року.

## Життєпис
Шапур I був сином засновника Сассанідської держави Ардашира I. Традиційно, датою початку його правління вказують 240 рік, хоча, можливо, він був співправителем батька ще раніше. Матір'ю  Шапура була Мірод, за легендою парфянська принцеса. З молодих років Шапур супроводжував батька в походах проти парфян, які тоді ще контролювали значну частину Іранського плато. 
Під кінець свого правління Ардашир I відновив війну з Римською імперією. Шапур I захопив Нусайбін та Карри і просунувся в Сирію, де 243 року зазнав поразки біля Ресени, що змусило його віддати захоплені міста. Війна перемістилася на перську територію. Римляни оточили Ктесифон, але наштовхнулися на сильний опір. Імператор Гордіан III загинув у битві, а його наступник Філіпп I Араб змушений був заплатити персам значний відкуп: 500 тис. золотих динаріїв. За укладеним 244 року мирним договором Вірменія відходила до персів. 
Оскільки Римська імперія мала на той час проблеми на кордонах із варварами в Європі, Шапур I швидко відновив свій наступ. Він вторгся в Сирію й захопив Антіохію. 257 року імператор Валеріан повернув собі Антіохію й вигнав персів із Сирії. Валеріан переслідував персів до Едеси, де потрапив у перський полон. Спроба Шапура вторгнутися після цього в Малу Азію зазнала невдачі й призвела до втрати шахського гарему. Сплюндрувавши східні окраїни Сирії, війська Шапура повернулися в Персію. Полон імператора Валеріана та його приниження Шапуром зафіксовані в наскельному горельєфі у Накш-і-Рустамі.
Шапур I залишився в історії як будівник міст, зокрема Бішапура, та іригаційних споруд, на спорудженні яких шах використовував римських полонених. Шапур заснував Гондішапурську академію — центр зороастрійських знань. За часів правління Шапура діяв засновник маніхейства Мані, який присвятив Шапуру один із своїх трактатів, єдиний, написаний середньоперською мовою. Гігантська статуя Шапуру збереглася в печері Шапура поблизу Бішапура.
Спадкоємцем Шапура був його молодший син Ормізд I.

## Виноски
1. ↑  Gran Enciclopèdia Catalana — Grup Enciclopèdia, 1968.
2. ↑  autori vari Enciclopedia Treccani — Istituto dell'Enciclopedia Italiana, 1929.
3. ↑  Encyclopædia Iranica / N. Sims-Williams, A. Ashraf, H. Borjian et al. — USA: Columbia University, 1982. — ISSN 2330-4804
4. ↑  MacKenzie, David Niel (1998). Ērān, Ērānšahr. Encyclopedia Iranica. Т. 8. Costa Mesa: Mazda. Архів оригіналу за 13 березня 2017. Процитовано 2 червня 2013.
5. ↑  Щодо дати смерті Ардашира I (242) дивіться J. Wiesehöfer, Ardasir [Архівовано 17 травня 2013 у Wayback Machine.], in: Encyclopedia Iranica.
6. ↑  Herzfeld, E. E. (1988). Iran in the Ancient East. New York: Hacker Art Books. ISBN 0-87817-308-0.